# John W. Griggs
John William Griggs, född 10 juli 1849 i Newton i New Jersey, död 28 november 1927 i Paterson i New Jersey, var en amerikansk republikansk politiker.
Griggs var guvernör i delstaten New Jersey 1896-1898. Som USA:s justitieminister tjänstgjorde han under president William McKinley 1898-1901.